# Suzanne Bertish
Suzanne Bertish (Londra, 7 agosto 1951) è un'attrice britannica.
È un membro della Royal Shakespeare Company, per cui ha recitato in diverse produzioni. La sua interpretazione in tre ruoli in The Life and Adventures of Nicholas Nickleby, in scena a Londra nel 1980, le valse il plauso della critica e la vittoria del Laurence Olivier Award alla miglior attrice non protagonista.

## Filmografia parziale

### Cinema
- Miriam si sveglia a mezzanotte (The Hunger), regia di Tony Scott (1983)
- Bent, regia di Sean Mathias (1997)
- Il 13º guerriero (The 13th Warrior), regia di John McTiernan (1999)
- La papessa (Die Päpstin), regia di Sönke Wortmann (2009)
- Le stelle non si spengono a Liverpool (Film Stars Don't Die in Liverpool), regia di Paul McGuigan (2017)
- Benediction, regia di Terence Davies (2021)
- The Nun II, regia di Michael Chaves (2023)

### Televisione
- La primavera romana della signora Stone (The Roman Spring of Mrs. Stone), regia di Robert Allan Ackerman – film TV (2003)
- Roma (Rome) – serie TV, 14 episodi (2005-2007)
- Atlantic Crossing – serie TV, 8 episodi (2020)
- Andor - serie TV, 3 episodi (2025)

## Doppiatrici in italiano
Nelle versioni in italiano delle opere in cui ha recitato, Suzanne Bertish è stata doppiata da:
- Graziella Polesinanti in Roma, The Nun II
- Sonia Scotti ne La papessa
- Stefania Romagnoli in Andor